# Контролёр универмага
«Контролёр универмага» (англ. The Floorwalker, другие названия — Shop / The Store) — короткометражный фильм Чарли Чаплина, выпущенный 15 мая 1916 года.
Первый фильм Чарли Чаплина, снятый им на студии «Lone Star», подведомственной корпорации «Mutual». Также первый его фильм, в котором снялись актёры Эрик Кэмпбелл, Альберт Остин, Генри Бергман и Тайни Сэндфорд. После этого фильма они вошли в число любимых актёров Чаплина, которых он часто снимал и с которыми поддерживал дружеские отношения.

## Сюжет
Проворовавшиеся управляющий и контролёр большого универмага получают важное известие о том, что для расследования к ним направляются детективы, и собираются бежать, прихватив всю выручку магазина. Однако согласия между ними нет, и контролёр, оглушив управляющего, присваивает все деньги себе. В то же время в магазине появляется Бродяга-посетитель, ведущий себя весьма странно. Дело осложняется тем, что он чрезвычайно похож на контролёра. Этот факт запутывает ситуацию до предела…

## В ролях
- Чарли Чаплин — Бродяга
- Эрик Кемпбелл — Джордж Браш, управляющий универмагом
- Эдна Пёрвиэнс — секретарша управляющего
- Ллойд Бэкон — контролёр универмага
- Альберт Остин — продавец-консультант
- Шарлотта Мино — детектив
- Лео Уайт — покупатель чемодана
- Генри Бергман — покупатель трубы
- Фрэнк Дж. Коулмэн — уборщик
- Бад Джемисон — покупатель
- Джеймс Т. Келли — бородатый лифтёр
- Том Нельсон — детектив
- Джон Рэнд — полицейский
- Уэсли Рагглз — полицейский
- Тайни Сэндфорд — покупатель
- Фред Гудвинс — работник отдела обуви

## Создание
По воспоминаниям главы пресс-службы компании «Мьючюэл» (Mutual) Терри Рэмси идея фильма появилась практически случайно. На создание сюжета было отведено три недели. Чаплин прогуливался в поисках вдохновения по Нью-Йорку. На это он потратил двадцать дней: «И вот однажды, когда отпущенного времени оставалось в обрез, он шёл у перекрестка 6-й авеню и 33-й улицы; в то мгновение какой-то незадачливый пешеход поскользнулся и покатился вниз по эскалатору близлежащей станции. Вокруг все рассмеялись, не засмеялся только Чаплин. Но в глазах у него зажглись огоньки. Тут он и понял, что он будет делать в своей лос-анджелесской студии».